# Livro verde (relatório governamental)
Na commonwealth, na Irlanda e nos Estados Unidos, um livro verde é uma tentativa de um relatório governamental com uma proposta sem  nenhum compromisso com alguma ação; a primeira etapa para mudar a lei. Livros verdes podem resultar na produção de um livro branco. Um livro verde em geral apresenta uma gama de ídéias e é voltado para convidar indivíduos ou organizações interessadas em contribuir com pontos de vista e informação. Pode ser seguido por um livro branco, um conjunto de propostas oficiais que é usado como um veículo para seu desenvolvimento em uma lei.
Os livros verdes lançados pela Comissão Europeia são documentos de discussão voltados a estimular o debate e lançar um processo de consulta, no nível europeu, sobre um determinado tópico.